# Paidia
Paidia és un gènere de papallones nocturnes de la subfamília Arctiinae i la família Erebidae.

## Espècies[1]
- Paidia albescens (Staudinger, [1892])
- Paidia atargatis Lewandowski & Tober, 2009
- Paidia bodenheimeri Draudt, 1931
- Paidia brunneagrisescens Daniel, 1932
- Paidia cinerascens Herrich-Schäffer, [1847]
- Paidia conjuncta (Staudinger, [1892])
- Paidia elegantia de Freina & Witt, 2004
- Paidia griseola Rothschild, 1933
- Paidia minoica de Freina, 2006
- Paidia moabitica de Freina, 2004
- Paidia rica Freyer, 1858
- Paidia simplicalcarata Ebert, 1973